# 小野神社 (東京都府中市)

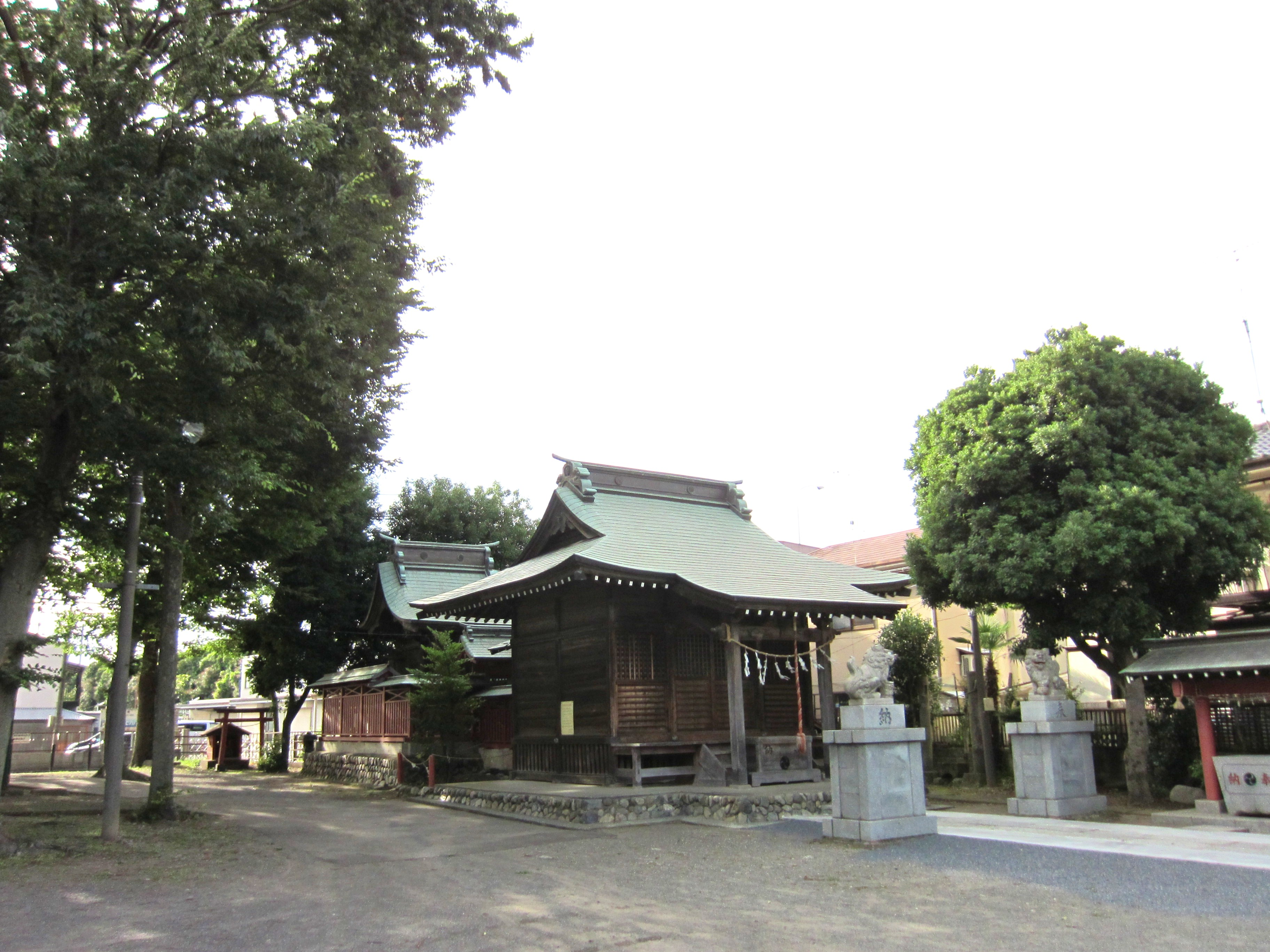
境内

小野神社（おのじんじゃ）は、東京都府中市にある神社。式内社論社。旧社格は郷社。別称として小野宮とも呼ばれる。

## 概要
『延喜式神名帳』に記載されている式内社「武蔵国多磨郡 小野神社」の論社の一つ。論社には他に多摩市の小野神社がある（式内社としての詳細は小野神社 (多摩市)#式内社「小野神社」の歴史を参照）。はけ下にある事から多摩川の氾濫に伴う水害によって遷座が行われた結果2社になったとされるが、どちらかが本社でもう一方は分祠であるともいわれる。
多摩市の小野神社が武蔵国一宮として江戸幕府の保護を受けたのに対し、当社は近くの武蔵国総社・六所宮（大國魂神社）への崇敬が高まるにつれて衰微した。
1873年（明治6年）郷社に列格した。大正15年火災で炎上し、現在の社殿はその後再建されたものである。

## 祭神
主祭神は以下の2柱。
- 天下春命
- 瀬織津比賣命

## 現地情報
所在地
- 東京都府中市住吉町3丁目19-3

交通アクセス
- 京王電鉄京王線 中河原駅 （徒歩約8分）

## 関連文献
- 蘆田伊人編 編「巻ノ91多磨郡ノ3本宿村 小野神社」『大日本地誌大系』 第8巻 新編武蔵國風土記稿4、雄山閣、1929年8月、335-337頁。NDLJP:1214848/174。